# Julius Maggi
Julius Michael Johannes Maggi (Frauenfeld, 9 de outubro de 1846 — Küsnacht, 19 de outubro de 1912) foi um empresário suíço, inventor de sopas pré-cozidas e molho da empresa Maggi. Ele era o mais novo dos cinco filhos de Michael Maggi, um imigrante da Itália, e sua esposa suíça Sophie.
Em 1885 ele lançou sopas instantâneas e, um ano depois, lançou seu primeiro concentrado de condimentos em formato líquido, usado como base para fazer sopas e molhos. Já no século XX lançou os concentrados de caldo em cubos, algo que é contestado por alguns historiadores, atribuindo a criação ao francês Nicolás Appert no século XVIII.
Julius morreu em 1912 depois de um AVC. Ele se casou por duas vezes e teve quatro filhas e dois filhos.

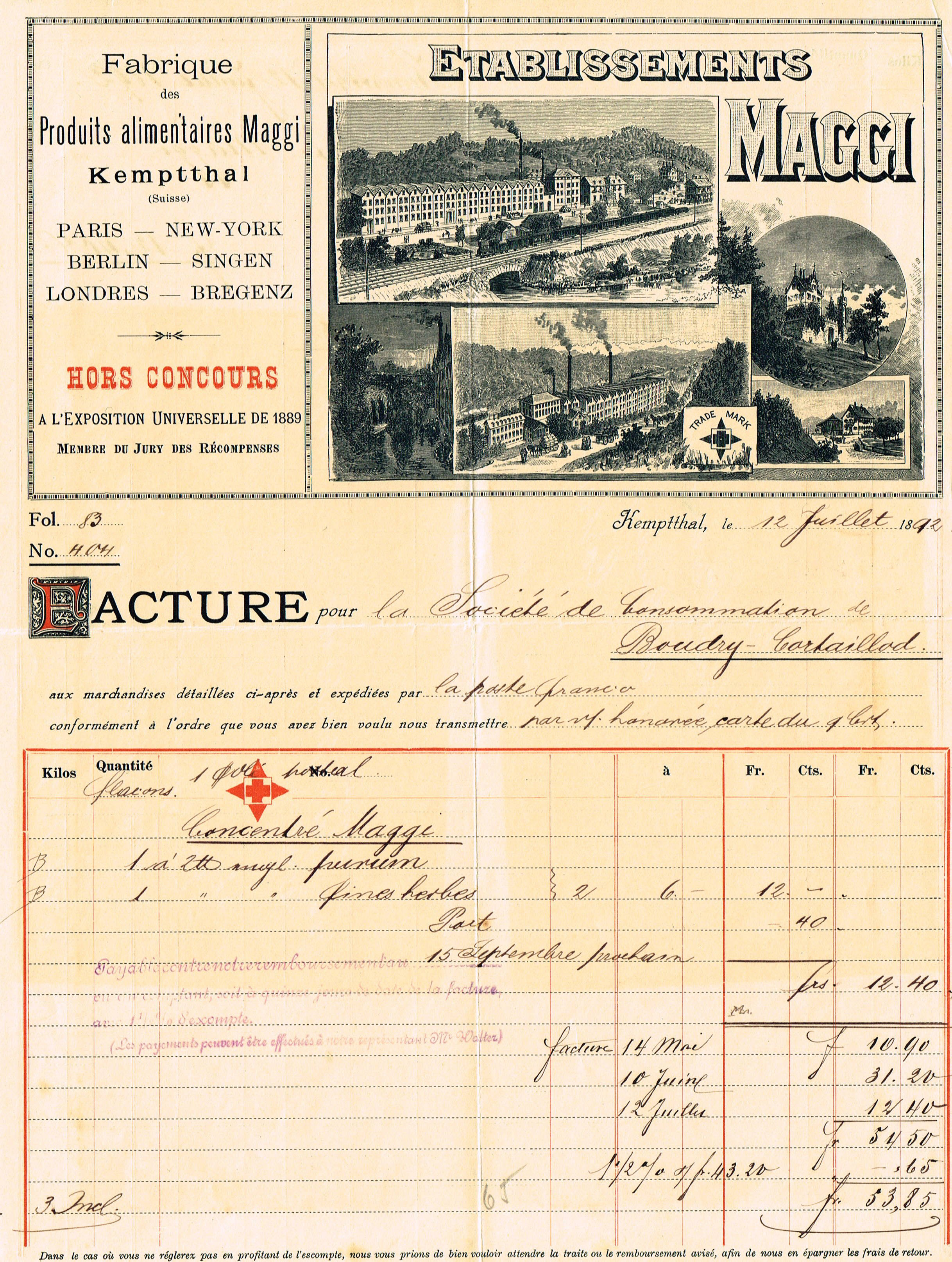
Projeto de lei de Nahrungsmitteln AG, de Fabrik von Maggi, emitido em 12 de julho de 1892; exposto por Julius Maggi
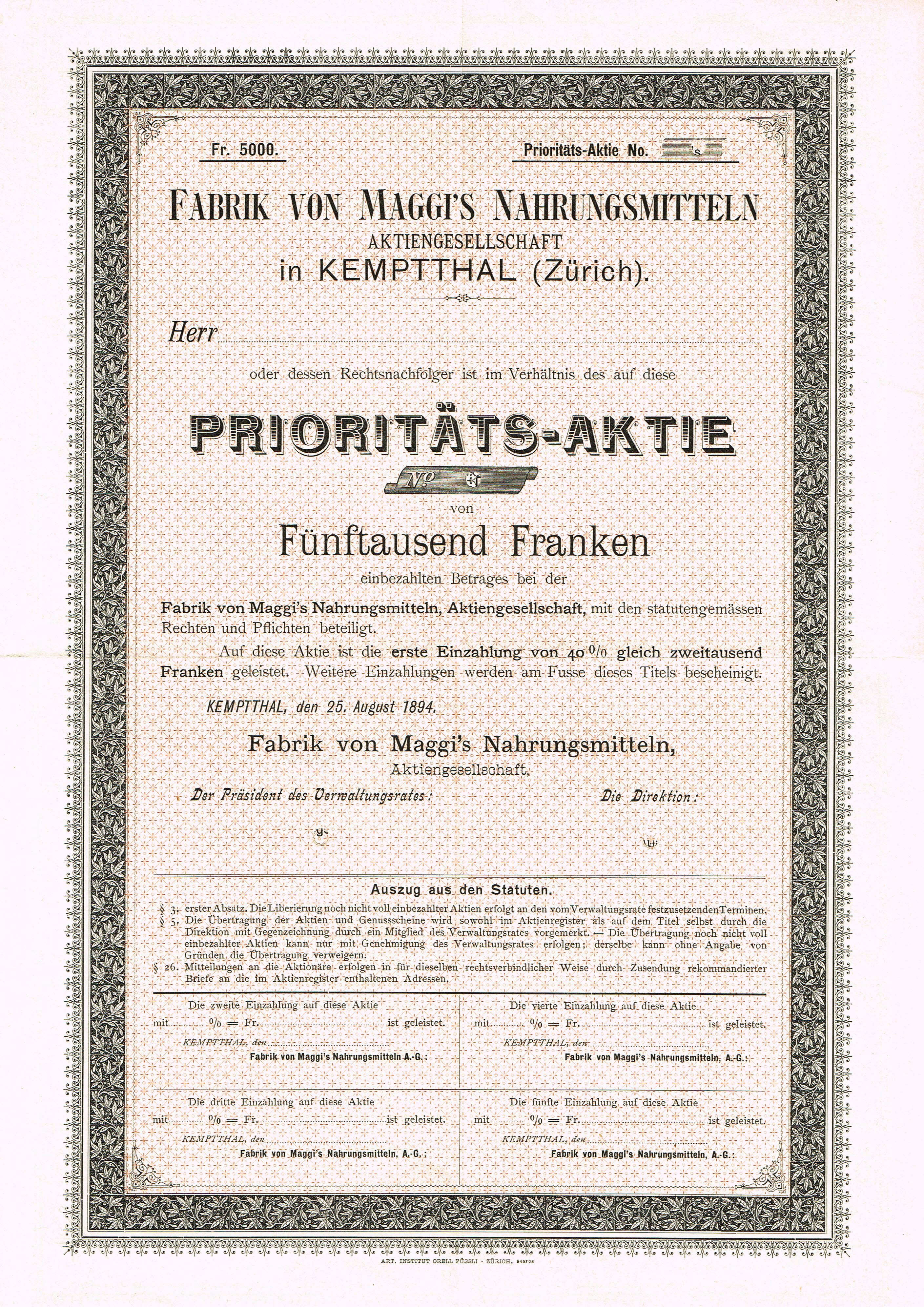
Parte da Nahrungsmitteln AG, de Fabrik von Maggi, emitida em 25 de agosto de 1894; mais antiga quota conhecida desta empresa
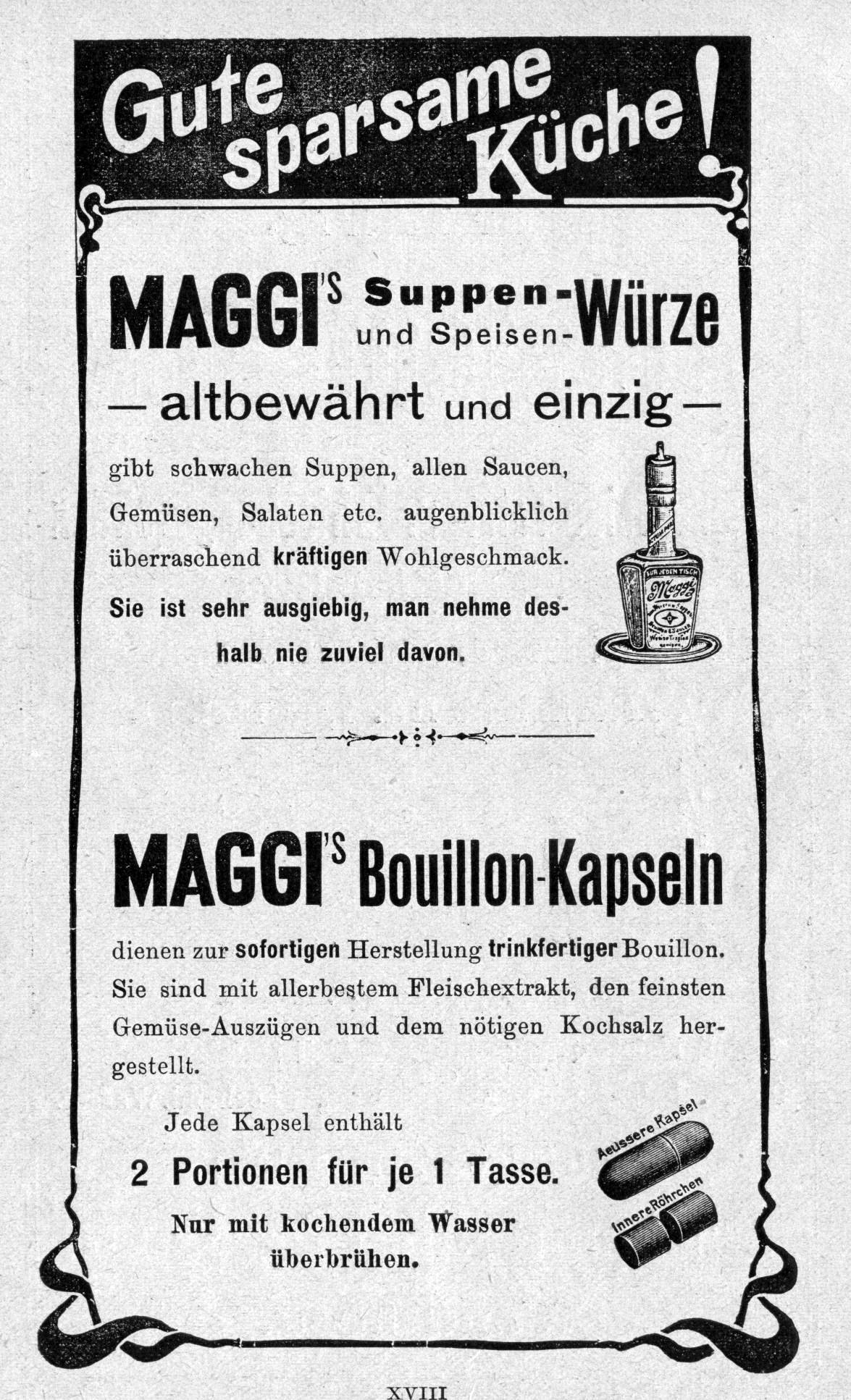
Anúncio para Maggi 1903